# Arch Linux
Arch Linux er en i686- og x86_64-optimeret GNU/Linux distribution. Den blev grundlagt i 2001 af Judd Vinet og ledes i dag af Aaron Griffin. Den er baseret på ideer fra CRUX-distributionen.

## Beskrivelse
Arch's filosofi er at lave en distribution, som er simpel og hurtig.
- Hold det simpelt og letvægtigt, følger "KISS"-princippet (Keep It Simple, Stupid!).
- Ingen grafiske konfigurationsværktøjer, der tilføjer et unødvendigt abstraktionslag for brugeren.

Arch er i online-cirkler populært for at være svært at installere. Dette er dog anerkendt som en overdrivelse, og installationen af distributionen er simpel. Undervejs anbefales det at brugeren tager brug af Arch's installations guide samt relaterede ArchWiki-artikler. ArchWiki anses for at være den største GNU/Linux-relaterede Wiki, og er også hyppigt brugt af brugere af andre distributioner.

## Pakkestyring
Pakker i Arch bliver styret af pakke-manageren pacman, som er udviklet af og til holdet bag Arch Linux. Arch Linux benytter sig af et pakkeformat der ender på .pkg.tar.xz – hvilket kort sagt er en tekstfil der indeholder oplysninger om den pågældende pakke samt de binære filer der bliver installeret på systemet.
Arch Linux's pakker bliver "bygget" ud fra det der hedder en PKGBUILD, som er en fil, der indeholder diverse informationer omkring den pågældende pakke. Der står f.eks. pakkens navn, versionsnummer, hvor den kan hente sourcen til programmet, afhængigheder osv.
Ud fra denne fil kan man med programmet makepkg lave en pakke til Arch Linux. Dette gøres typisk ved at hente sourcen til programmet, kompilere den og lave det til en installérbar pakke ud fra de givne informationer i PKGBUILD'en, men kan også bruges til at lave pakker til prækompilerede programmer.
Når den er færdig med arbejdet ligger der en .pkg.tar.xz-fil som kan installeres ved hjælp af kommandoen pacman -U.
Pakkerne til Arch Linux er samlet i Arch Linux's pakketræ. For tiden eksisterer der fem forskellige biblioteker (repositories):
- core – Indeholder alle de pakker, som er nødvendige for at sætte et basalt Linux-system op.
- extra – Indeholder alternative brugbare pakker, som dog ikke er nødvendige for at have et fungerende system.
- testing – Indeholder pakker fra core, der endnu ikke er gennemtestede. Endvidere kan pakker fra extra lægges her til test, såfremt de er kritiske for systemet, såsom X11.
- community – Indeholder pakker som er indsendt af Arch-brugere. Det er ofte pakker fra AUR, der har fået tilladelse til at flytte og vedligeholdes af en TU (Trusted User) eller en Arch-udvikler.
- community-testing – Bibliotek for pakker, der indgår i community, der kræver gennemtestning.
- multilib – Indeholder pakker baseret på 32-bit arkitektur.

AUR (Arch User-community Repository) er et, som navnet antyder, pakketræ vedligeholdt af normale Arch Linux brugere. Alle har muligheden for at indsende en PKGBUILD fil, så andre kan få glæde af dem. Særligt vedholdte og ansete pakker har flere gange i AUR's historie blevet en del af de officielle Arch pakketræer. Et eksempel på førnævnte er den populære discord Arkiveret 7. november 2020 hos  Wayback Machine pakke, som for nylig blev en del af community-pakketræet. Interaktion med AUR gøres typisk med en såkaldt "AUR-helper" - et værktøj, der typisk automatisk downloader PKGBUILD filer fra AUR samt udpakker og installerer dem.

## Versioner
- 0.1 (Homer) – 11. marts 2002
- 0.2 (Vega) – 17. april 2002
- 0.3 (Firefly) – 7. august 2002
- 0.4 (Dragon) – 18. december 2002
- 0.5 (Nova) – 21. juni 2003
- 0.6 (Widget) – 1. marts 2004
- 0.7 (Wombat) – 24. januar 2005
- 0.7.1 (Noodle) – 5. januar 2006
- 0.7.2 (Gimmick) – 23. maj 2006
- 0.8 (Voodoo) – 31. marts 2007
- 2007.05 (Duke) – 17. maj 2007
- 2007.08 (Don't Panic) – 5. august 2007
- 2007.08.1 (Don't Panic) – 10. september 2007
- 2007.08.2 (Don't Panic) – 7. oktober 2007
- 2008.06 (Overlord) – 24. juni 2008

...
- 2023.12.01
- 2024.01.01
- 2024.02.01